# Parafia św. Józefa i św. Antoniego w Kawęczynie
Parafia św. Józefa i św. Antoniego w Kawęczynie – parafia rzymskokatolicka znajdująca się w archidiecezji lubelskiej, w dekanacie Piaski. Została erygowana w 1921 roku. 
Funkcję proboszcza od 1 lipca 2013 pełni ks. Edward Duma.

## Zasięg parafii
Do parafii należą wierni z miejscowości: Bystrzejowice,  Jadwisin, Janówek,  Kawęczyn, kol. Kozic Dolnych, Majdan Kawęczyński, Majdan Kozic Dolnych, Marysin.